# ConnexAI
ConnexAI es la mayor empresa SaaS de Inteligencia artificial aplicada a la atención al cliente del Reino Unido.Comercializa una plataforma omnicanal que incluye varios módulos para automatización empresarial y de la relación con el cliente en redes sociales, llamadas y aplicaciones de mensajería.

## Historia
Fue fundada en Mánchester por los hermanos Nick y Richard Mealey en 2013. En 2022, recaudo 103 millones de euros en una ronda de financiación. Tras expandirse en el Reino Unido han abierto sedes en Miami, Melbourne, España, Estocolmo, Nigeria, Kenia y Sudáfrica. En 2023 ganó el premio Prolific NorthTech award en la categoría de mejor equipo de soporte al cliente. En 2024 fue incluida en el listado Titans of Tech de GP Bullhound como posible unicornio.

## Oferta
ConnexAI da soporte a empresas como O2 o Virgin usando el modelo de software como servicio. Se ha especializado en el uso de la Inteligencia artificial para automatizar y mejorar la atención al cliente. Sus herramientas se integran con otros CRM como Salesforce. Su oferta incluye Athena AI que transcribe y extrae información automáticamente de las llamadas, la optimización de los recursos humanos y una plataforma omnicanal para interactuar con los clientes de manera automática a través de varios canales con experiencia uniforme. ConnexAI también utiliza Inteligencia Artificial para el análisis de sentimiento de los clientes de un negocio. Con ello permite a las empresas segmentar de manera más precisa a sus clientes para incrementar sus posibilidades de éxito al ofrecer promociones u ofertas específicas.